# Marta (Kalikot)
Marta (nep. मार्ता) – gaun wikas samiti w zachodniej części Nepalu w strefie Karnali w dystrykcie Kalikot. Według nepalskiego spisu powszechnego z 2011 roku liczył on 1265 gospodarstw domowych i 7075 mieszkańców (3484 kobiety i 3591 mężczyzn).